# 小花蜘蛛抱蛋
小花蜘蛛抱蛋（学名：Aspidistra minutiflora）是天门冬科蜘蛛抱蛋属的植物，为中国的特有植物。分布于中国大陆的广西、广东、贵州等地，生长于海拔450米至1,500米的地区，常生长在路旁、山腰石上及石壁上，目前尚未由人工引种栽培。
其种加词“Minutiflora ”意为“花很小的”。